# Ettore Campogalliani
Ettore Campogalliani (30 september 1903 – 3 juni 1992) was een Italiaans componist, pianist en docent.

## Levensloop
Campogalliani studeerde piano in 1921, en studeerde af aan het conservatorium van Bologna. Daarna studeerde hij compositie aan het conservatorium van Parma in 1933. Hij studeerde uiteindelijk af aan het conservatorium van Piacenza in 1940.
Na een korte periode waarin hij actief was als componist (hij schreef onder andere de muziek voor de film Musica proibita (1942), geregisseerd door Carlo Campogalliani), en als pianist, wijdde hij zich geheel aan het lesgeven. Hij was pianodocent aan het Liceo Musicale van Piacenza en zang aan de conservatoria van Parma en Milaan. Hij ging door met het lesgeven in zangtechniek en interpretatie aan de operaschool van La Scala in Milaan.
Campogalliani was de zangdocent van Renata Tebaldi, Renata Scotto, Mirella Freni, Ferruccio Furlanetto, Ruggero Raimondi, Luciano Pavarotti, Antonio Carangelo en Giuliano Bernardi.
In 1946 richtte Ettore ter ere van zijn vader Francesco de Accademia Teatrale Francesco Campogalliani op, een academie voor theater en drama.

## Enkele composities
- Trio voor viool, cello en piano (1932)
- Sarabanda en Minuetto voor piano Op. l (1934)
- Sonate in e mineur voor viool en piano
- 'L'arrivo' (1935) voor zangstem en piano op tekst van Amedeo Pinelli
- 'Castello in aria' (1936) voor zangstem en piano op tekst van Sergio Corazzini
- 'Piangete occhi' (1935) voor zangstem en piano op tekst van Angelo Poliziano

## Boeken
- Campogalliani, Ettore, Dal libro di ieri: Storie di voci sacre e pensieri profani, Bongiovanni, 1982
- Cadonici, Paola and Campogalliani, Ettore, Il linguaggio della voce: Voce, parola, musica, CRO, 1987